# Caroline Criado Perez
Caroline Criado Perez (Brasil, 1984) és una periodista britànica independent, feminista, escriptora i activista que lluita contra el sexisme global. El 2013 fou escollida per al programa 100 Women de la cadena BBC. El 2015 fou nomenada Oficial de l'Ordre de l'Imperi Britànic, pels seus serveis en favor de la igualtat i diversitat en l'àmbit dels mitjans de comunicació. És autora del best-seller Invisible Women. Exposing Data bias in a World designed for Men (2019), assaig que exposa el biaix de gènere en la societat contemporània. Aquest llibre li ha valgut el reconeixement internacional, el premi de la Royal Society al millor llibre de ciència i el premi del Financial Times al llibre de negocis de l'any. El president del jurat d'aquest últim la titllà com la «Simone de Beauvoir de les dades», per les nombroses estadístiques que hi apareixen.

## Activisme
La primera de les seves campanyes fou en relació als bitllets de lliures britàniques, on la única dona que hi apareixia era la reina Elizabeth II. Des del 2017, el Banc d'Anglaterra incorporà a Jane Austen als bitllets de 10 lliures. Així mateix, també ha aconseguit una modificació de la política de denúncies en l'assatjament femení en la plataforma de microblogging Twitter.

## Obra
- Do it like a Woman (Portobello, 2015) ISBN 9781846275814[5]
- Invisible Woman. Exposing Data Bias in a World Designed for Men (Abrams, 2019). ISBN 978-1-683-35314-0[6][2]